# 蓑ヶ坂
蓑ヶ坂（みのがさか）は、青森県三戸町にある奥州街道の峠である。馬淵川左岸の侵食崖を迂回する。1876年（明治9年）と1881年か（明治14年）に行われた明治天皇の東北行幸の際、天皇が馬車から降り、馬でこの坂を上った。峠頂上の駕籠立場に明治天皇駐蹕之碑・吉田松陰記念碑がある。
1885年（明治18年）、馬淵川を渡る木造の青岩橋が架けられて街道の経路が変更になり、現在の国道4号も青岩大橋を通っていて、この峠を通らない。ハイキングコースとして案内板等が整備されている。